# BBC所属电视台电台列表
BBC所属电视台电台列表列举的是英国广播公司在联合王国境内所属的国家性、区域性及地方性的电视台与电台。

## BBC国内电视台

### 全国性电视台
- BBC电视一台——英国广播公司电视服务的旗舰频道。
  - BBC电视一台高清频道（BBC One HD）

- BBC电视二台——主要播出时政类与体育类节目。
  - BBC电视二台高清频道（BBC Two HD）

- BBC电视三台——主要播出動畫、喜劇、時事、連續劇节目。
  - BBC电视三台高清频道（BBC Three HD，只在英格蘭、海峽群島和北愛爾蘭播出）

- BBC电视四台——主要播出纪实类与严肃类节目。
  - BBC电视四台高清频道（BBC Four HD）

- BBC电视新闻台——滚动播出新闻与时政节目。
  - BBC电视新闻台高清频道（BBC News HD）

- BBC电视国会台——以英国议会报道为主。

- BBC电视苏格兰盖尔语台——苏格兰盖尔语频道。

- BBC电视青少年台——播出针对6岁以上青少年节目的电视频道。
  - BBC电视青少年台高清频道（CBBC）

- BBC电视儿童台——播出针对6岁以下儿童节目的电视频道。
  - BBC电视儿童台高清频道（CBeebies HD）

### 地区性电视台
- BBC电视一台北爱尔兰频道（英语：BBC One Northern Ireland）
  - BBC电视一台北爱尔兰高清频道（BBC One Northern Ireland HD）

- BBC电视一台苏格兰频道（英语：BBC One Scotland）
  - BBC电视一台苏格兰高清频道（BBC One Scotland HD）

- BBC电视一台威尔士频道（英语：BBC One Wales）
  - BBC电视一台威尔士高清频道（BBC One Wales HD）

- BBC电视二台北爱尔兰频道（英语：BBC Two Northern Ireland）

- BBC电视二台苏格兰频道（英语：BBC Two Scotland）

- BBC电视二台威尔士频道（英语：BBC Two Wales）

### 地方性电视台
- BBC电视一台东部频道
  - 东部子频道——针对诺维奇播出。
  - 西部子频道——针对剑桥播出。

- BBC电视一台东米德兰频道

- BBC电视一台伦敦频道

- BBC电视一台东北与坎布里亚频道

- BBC电视一台西北频道

- BBC电视一台南部频道
  - BBC电视一台牛津频道（英语：BBC Oxford）——针对牛津郡播出的子频道。

- BBC电视一台东南频道

- BBC电视一台西南频道
  - BBC电视一台海峡渠道频道（英语：Spotlight (BBC News)）

- BBC电视一台西部频道

- BBC电视一台西米德兰频道

- BBC电视一台约克郡与林肯郡频道

- BBC约克郡频道

## UKTV所属电视台
英国电视台是由BBC工作室与北欧探索电视网联合投资组建。这些频道并不靠电视牌照费运营。
- UKTV借口频道（英语：Alibi (TV channel)）
  - 借口+1频道（Alibi +1）
  - 借口高清频道（Alibi HD）

- UKTV戴维频道（英语：Dave (TV channel)）
  - 戴维ja vu频道（Dave ja vu）
  - 戴维高清频道（Dave HD）

- UKTV戏剧频道（英语：Drama (UK TV channel)）

- UKTV伊甸园频道（英语：Eden (TV channel)）
  - 伊甸园+1频道（Eden +1）
  - 伊甸园高清频道（Eden HD）

- UKTV黄金频道（英语：Gold (UK TV channel)）
  - 黄金+1频道（Gold +1）
  - 黄金高清频道（Gold HD）

- UKTV美食频道（英语：Good Food）
  - 美食+1频道（Good Food +1）
  - 美食高清频道（Good Food HD）

- UKTV家庭频道（英语：Home (TV channel)）
  - 家庭+1频道（Home +1）

- UKTV真实频道（英语：Really (TV channel)）

- UKTV W频道（英语：W (UK TV channel)）
  - W+1频道（W +1）
  - W高清频道（W HD）

- UKTV昨日频道（英语：Yesterday (TV channel)）
  - 昨日+1频道（Yesterday +1）

## BBC国际电视台
BBC工作室在全球开设了许多电视台，请勿将这些电视台与BBC在英国国内运营的电视台相混淆。
- BBC世界新闻频道——BBC旗下面向全球播出的新闻频道。在英国则通过BBC新闻频道播出。

- BBC阿拉伯语频道——BBC旗下面向阿拉伯世界播出的阿拉伯语新闻频道。

- BBC波斯语频道——BBC旗下面向欧洲、伊朗、阿富汗及塔吉克斯坦地区播出的波斯语新闻频道。

- BBC美国台——面向美国播出的喜剧、戏剧与生活资讯类节目的频道。

- BBC加拿大台——面向加拿大播出的喜剧、戏剧与生活资讯类节目的频道。

- BBC娱乐台——主要播出轻娱乐节目。

- BBC第一频道——主要播出喜剧和戏剧节目。

- BBC英伦频道——主要播出纪实类娱乐节目。

- BBC自然频道——主要播出优质纪实节目和纪录片。

- BBC国际高清台（英语：BBC HD (international)）——播出高清电视节目的频道。

- BBC儿童频道（英语：BBC Kids）——面向加拿大播出的以儿童节目为主的频道。

- BBC生活频道——主要播出生活资讯类节目。

- BBC英国电视台——面向澳大利亚与新西兰播出优质英国娱乐节目。

- BBC电视儿童台——播出针对六岁以下儿童节目的频道。

## BBC所属全国电台

### 调频广播
- BBC广播一台——主要播出热门流行金曲（英语：Top 40）、舞曲和摇滚乐。

- BBC广播二台——主要播出成人当代音乐、怀旧歌曲（英语：Oldies）、乡村音乐、爵士音乐、骚灵音乐和放克音乐。

- BBC广播三台（英语：BBC Radio 3）——主要播出古典音乐、爵士乐、世界音乐以及艺术类、文化类节目和广播剧。

- BBC广播四台——主要播出国际政论节目、新闻及时政类节目、广播剧和哲学类节目。

### 调幅广播、数字广播与网络广播
- BBC广播一台附属频道（英语：BBC Radio 1Xtra）——主要播出城市当代音乐（英语：Urban contemporary）、嘻哈音乐、英伦地下乐和舞厅乐（英语：Dancehall）。

- BBC广播四台附属频道（英语：BBC Radio 4 Extra）——节目重播频道。

- BBC广播直播五台（英语：BBC Radio 5 Live）——新闻与时政节目，政论节目以及体育节目。

- BBC广播直播五台附属体育频道（英语：BBC Radio 5 Live Sports Extra）——额外的全体育节目频道。

- BBC广播音乐六台——主要播出另类摇滚、摇滚乐、雷鬼乐和其他小众类型音乐。

- BBC亚洲联播网（英语：BBC Asian Network）——面向英籍亚裔族群的电台。

- BBC广播国际频道——面向全球播出的时政新闻频道。

## BBC所属地区电台

### 北爱尔兰地区
- BBC阿尔斯特广播（英语：BBC Radio Ulster）

- BBC福伊尔广播（英语：BBC Radio Foyle）

### 苏格兰地区
- BBC苏格兰广播（英语：BBC Radio Scotland）

- BBC苏格兰高地广播（英语：BBC Radio nan Gàidheal）

- BBC设得兰广播（英语：BBC Radio Shetland）

- BBC奥克尼广播（英语：BBC Radio Orkney）

### 威尔士地区
- BBC威尔士广播（英语：BBC Radio Wales）

- BBC威尔士语广播（英语：BBC Radio Cymru）

## 已关停电视台与电台

### 电视台
| - BBC选择频道 - BBC知识频道 - BBC日本频道 - BBC高清台 | - BBC电视二台威尔士频道 - BBC电视欧洲台 - BBC世界服务电视 | - BBC美食频道 - BBC国际知识频道 - BBC精华频道 |

### 电台
| - BBC国内服务 - BBC全国节目 | - BBC轻节目 - BBC第三节目 | - BBC区域节目 - BBC广播五台 (前) |